# 大溪天后宮
24°53′10″N 121°17′12″E / 24.886042°N 121.286646°E

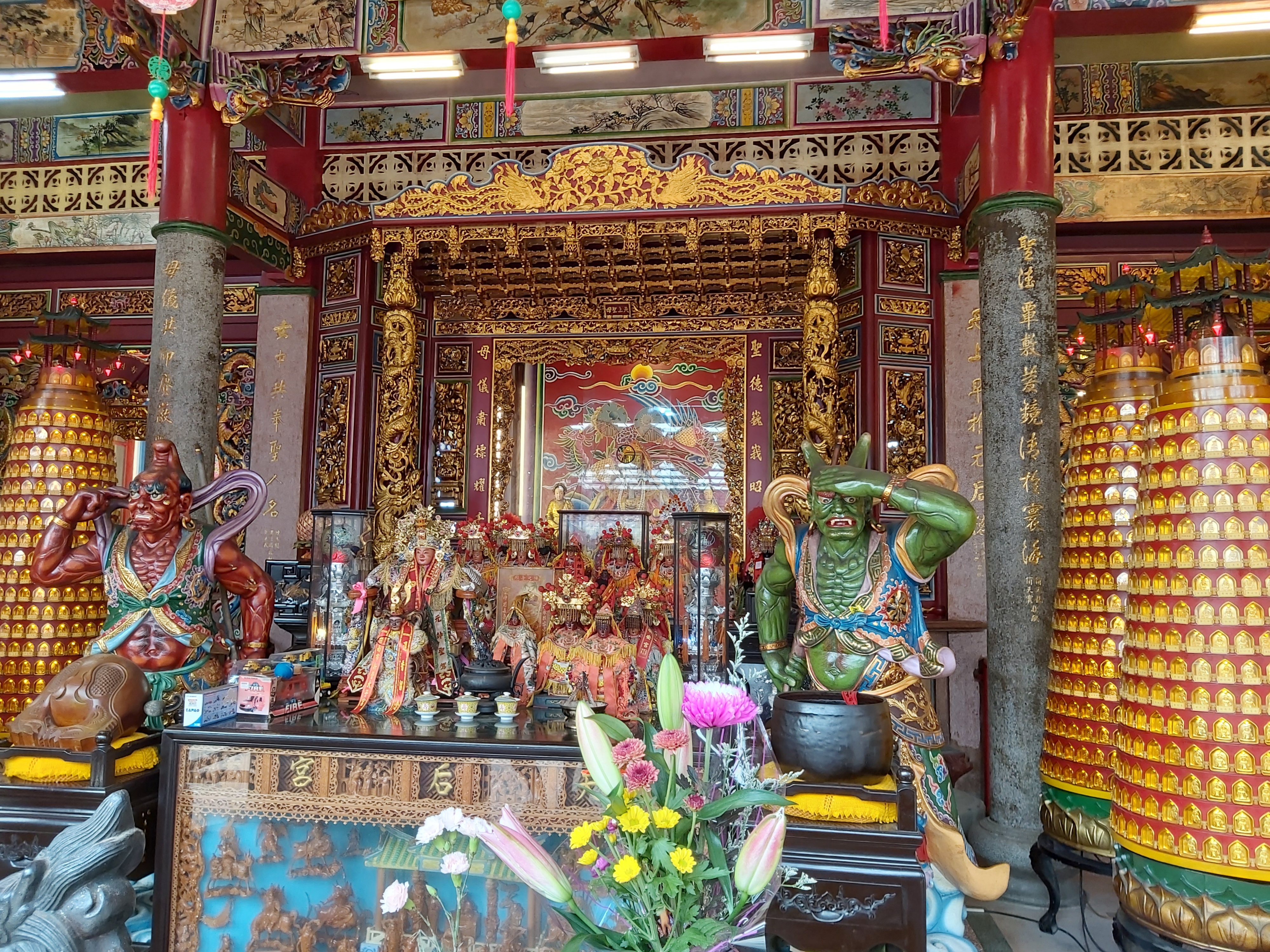
大溪天后宮神龕

桃園大溪天后宮，俗稱後殿聖母、大溪媽祖是位於大溪福仁宮後殿、是大溪老街上的媽祖廟，社團：大溪聖母會，著名的是大溪唯一由女性組成的文轎轎班！

## 祭祀活動
- 農曆3/19～3/20南巡北港進香
- 農曆3/23天上聖母聖誕祝壽、境內遶境
- 農曆6/24關聖帝君聖誕遶境

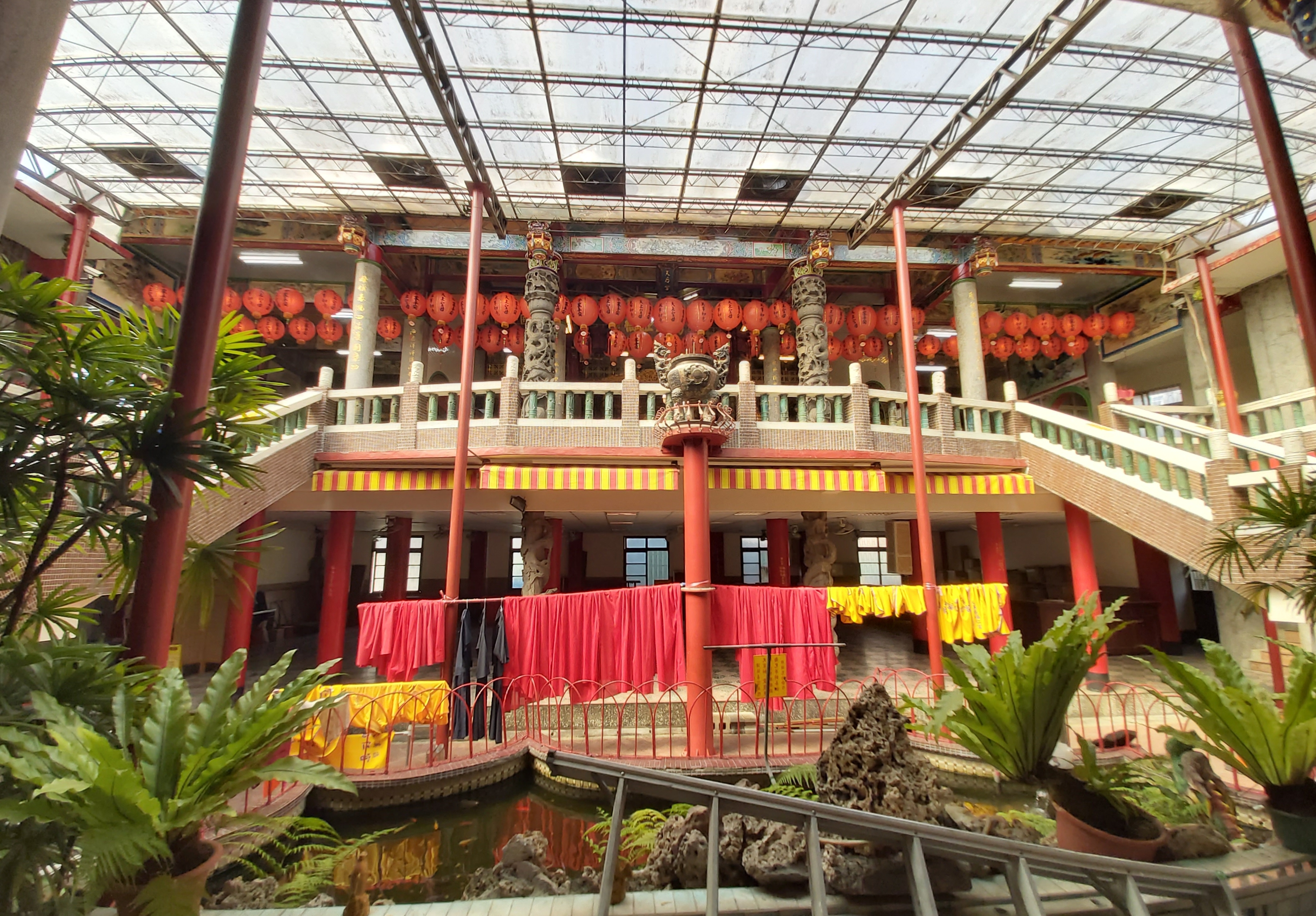
福仁宮後殿
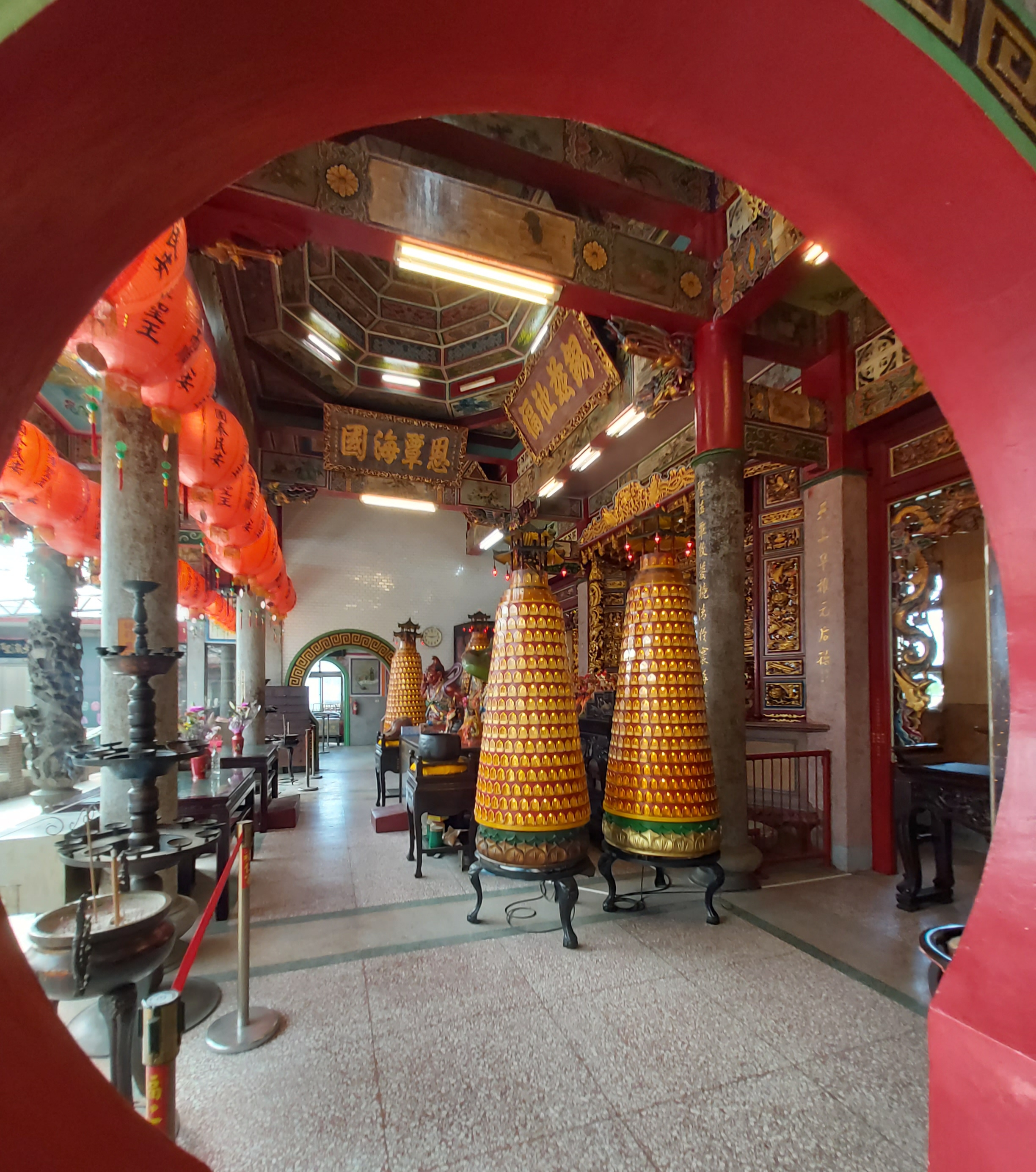
室內
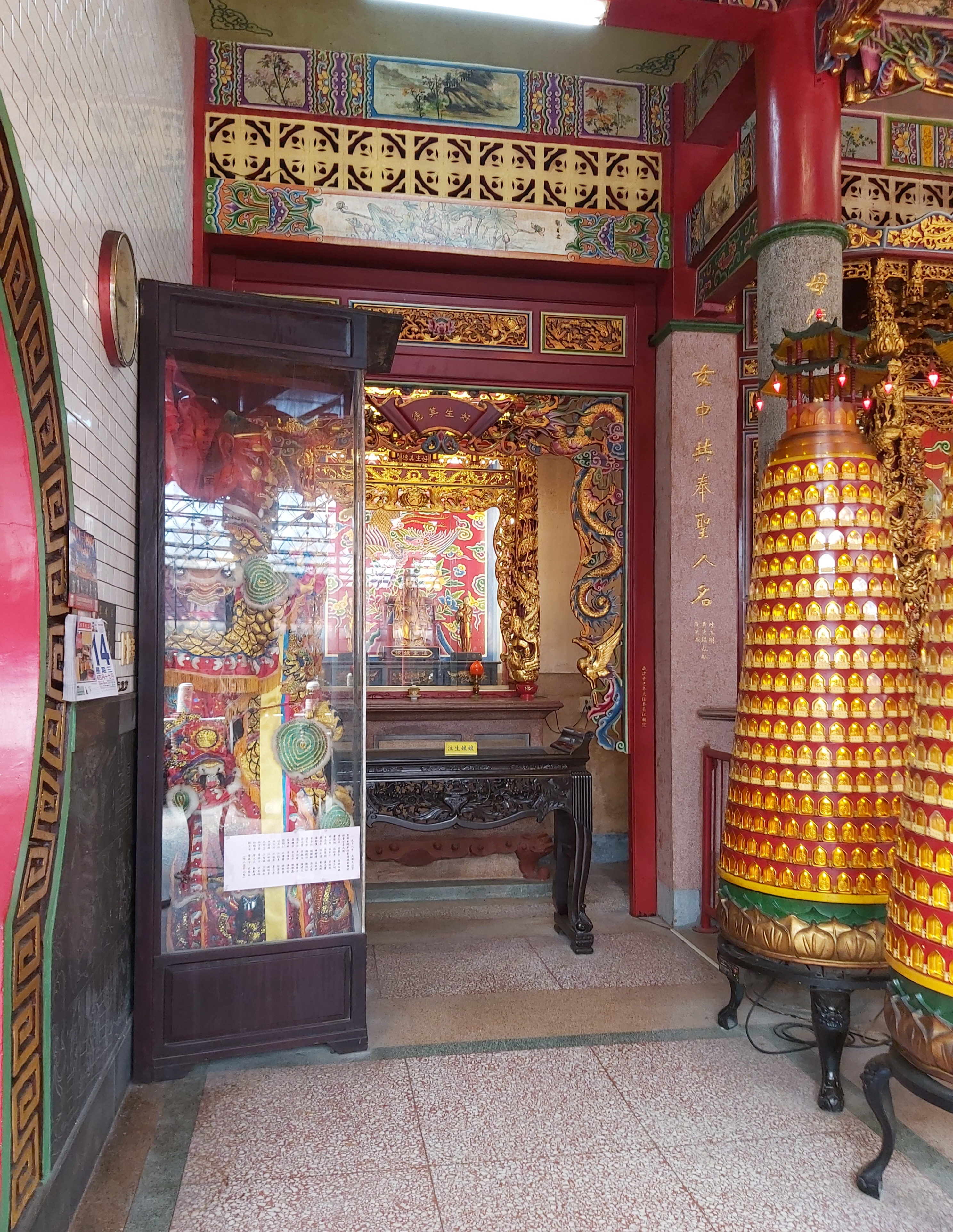
註生娘娘
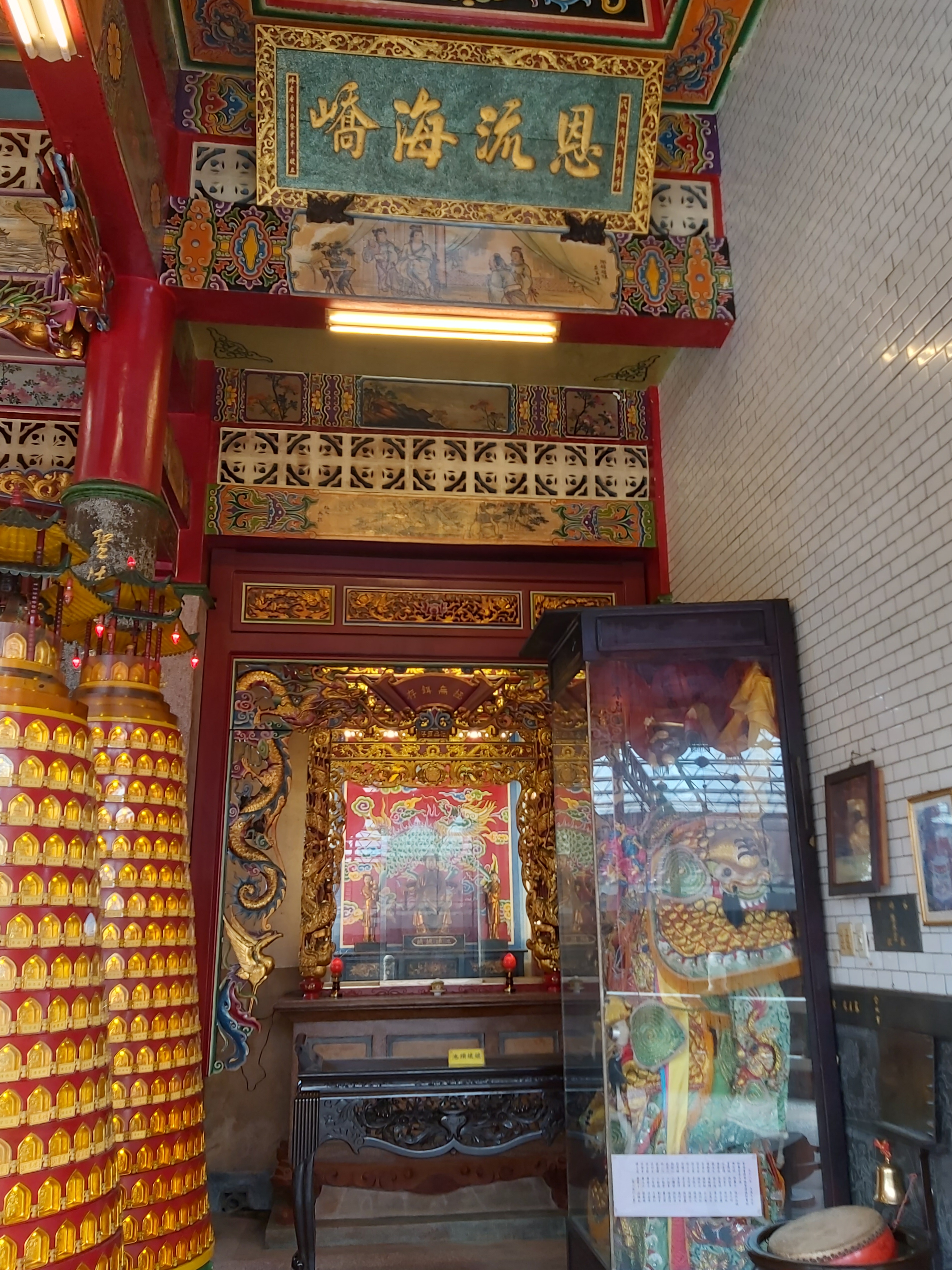
池頭娘娘
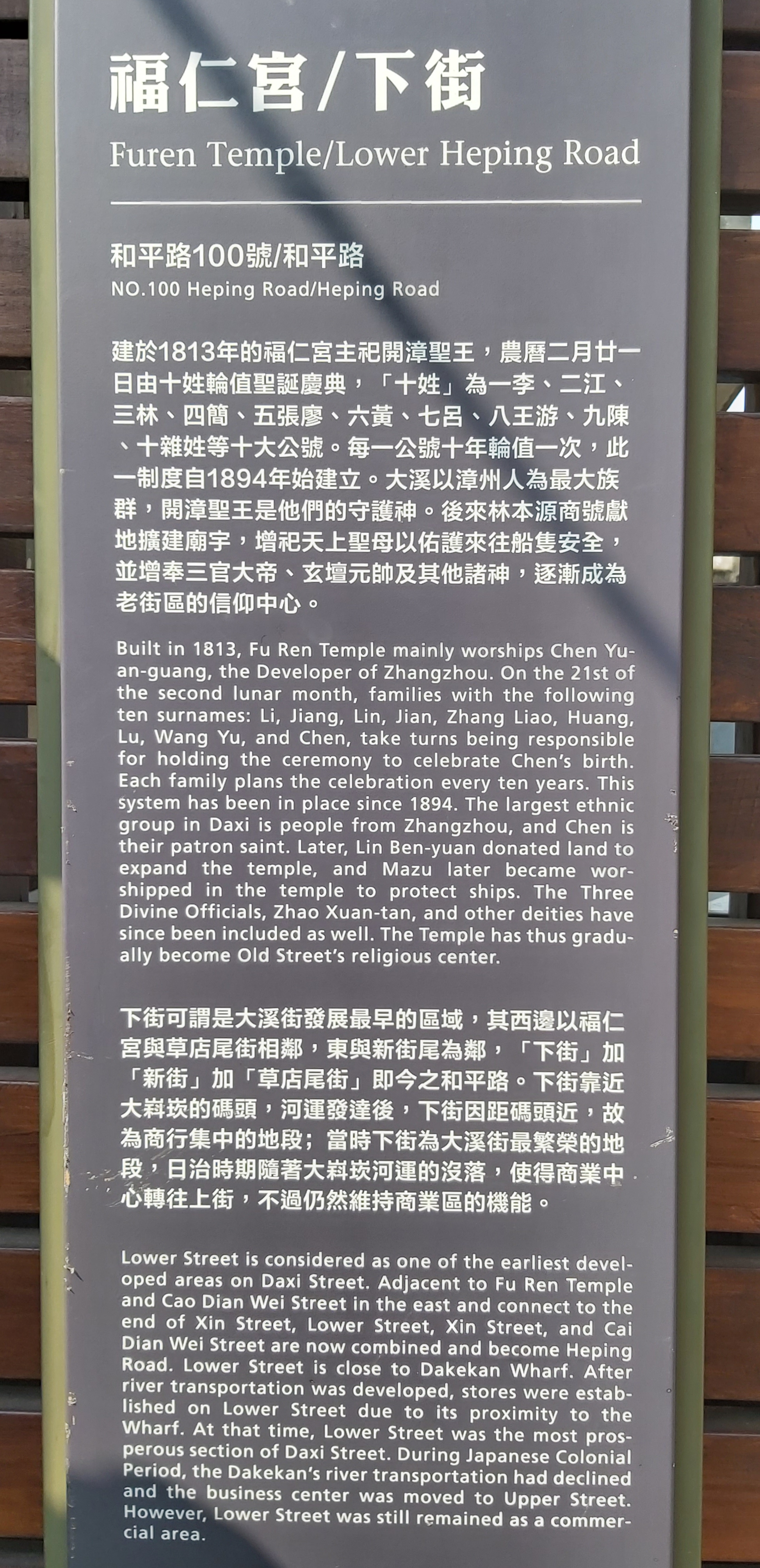
福仁宮沿革

## 外部連結
- 大溪區天后宮聖母會
- 桃園大溪天后宮 聖母會的Instagram帳戶